# Frank G. Clement

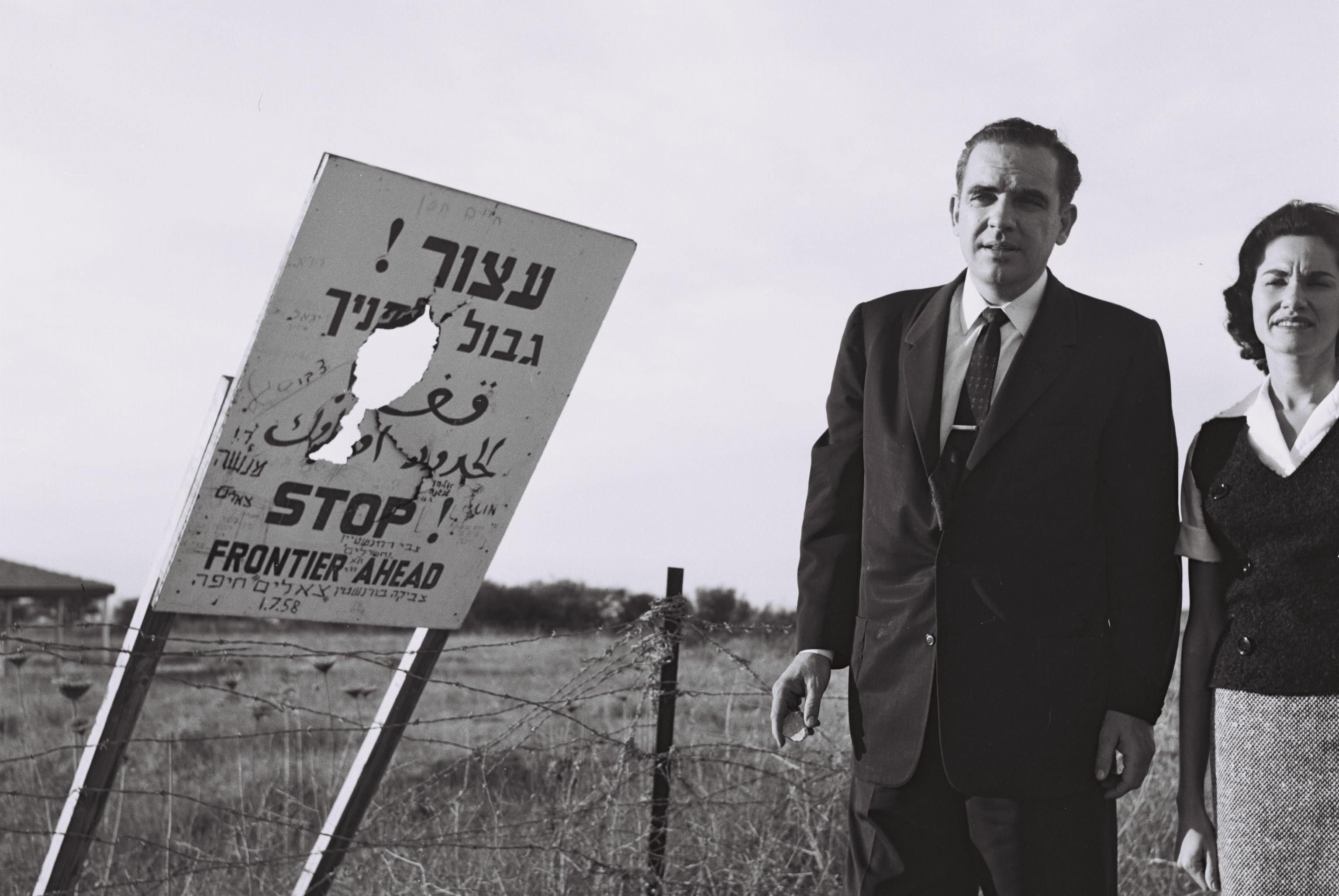
Frank Clement während eines Israel-Besuchs im Jahr 1958

Frank Goad Clement (* 2. Juni 1920 in Dickson, Dickson County, Tennessee; † 4. November 1969 in Nashville, Tennessee) war ein US-amerikanischer Politiker und der 46. sowie der 48. Gouverneur des Bundesstaates Tennessee.

## Frühe Jahre
Frank Clement besuchte 1937 bis 1939 die Cumberland University und studierte anschließend an der Vanderbilt University Jura. Dort machte er 1942 seinen Abschluss. Im selben Jahr arbeitete er vorübergehend als FBI-Agent. Während des Zweiten Weltkriegs und des Koreakriegs war er als Soldat der US Army im Einsatz. Nach der Rückkehr bewarb er sich 1952 um das Amt des Gouverneurs von Tennessee.

## Gouverneur von Tennessee
In seiner letzten Amtszeit geriet Amtsinhaber Gordon Browning im Zusammenhang mit dem Kauf eines Hotelgebäudes in Nashville unter Korruptionsverdacht. Für die Wahlen 1952 kam es deshalb innerhalb der Demokratischen Partei zu einem Machtkampf zwischen Browning und Clement, der die Vorwahlen mit Hilfe der neuen Medien wie etwa des Fernsehens und unter Ausnutzung der Korruptionsvorwürfe gegen Browning für sich entscheiden konnte. Außerdem war Clement ein talentierter Redner, der seine Zuhörer zu begeistern verstand. Damit verlor Browning die Nominierung an Clement, der im Anschluss auch die eigentlichen Wahlen gewann.
Das Hauptereignis in Clements erster Amtszeit war die Verfassungsreform von 1953. Diese Reform verlängerte unter anderem die Amtszeit eines Gouverneurs von zwei auf vier Jahre. Clement war noch vor der Verabschiedung dieser Reform gewählt und war daher der letzte Gouverneur von Tennessee, der eine zweijährige Amtszeit absolvierte. Nach deren Ablauf durfte er aber noch einmal kandidieren und wurde nach erfolgreicher Wiederwahl 1954 der erste Gouverneur des Staates mit einer vierjährigen Legislaturperiode. Als Gouverneur setzte er sich für eine verbesserte Gesundheitspolitik ein, die auch den Armen zugutekommen sollte. Für die geistig Behinderten richtete er ein eigenes Ministerium in seiner Regierung ein, das sich nur deren Problemen widmen sollte. Außerdem begann er ein großangelegtes Projekt zum Ausbau der Autobahnen. In seine Regierungszeit fiel auch der Höhepunkt der Bürgerrechtsbewegung, welcher der Gouverneur eher moderat gegenüberstand, was ihn von den meisten anderen Gouverneuren im Süden der USA unterschied. Clement setzte sich auch für die Abschaffung der Todesstrafe ein, konnte dafür aber keine Mehrheit finden. Das historische Archiv des Staates Tennessee erhielt in jenen Jahren ein eigenes Gebäude.
Die neue Verfassung hatte zwar die Legislaturperiode eines Gouverneurs auf vier Jahre verlängert, verbot aber eine direkte Wiederwahl (1954 hatte man eine Ausnahme gemacht, weil Clements erste Amtszeit noch nicht unter der neuen Verfassung begonnen hatte). Daher durfte Clement 1958 nicht für eine Wiederwahl kandidieren. Buford Ellington wurde statt seiner gewählt, vier Jahre später war ihm eine erneute Kandidatur allerdings erlaubt. Er nutzte diese Chance und wurde erneut für vier Jahre zum Gouverneur gewählt. In den Jahren 1963 bis 1967 setzte er die in seiner früheren Amtszeit begonnene Politik fort. Nach Ablauf der vier Jahre war er erneut laut Verfassung von einer direkten Kandidatur ausgeschlossen und Buford Ellington wurde, wie bereits 1958, zu seinem Nachfolger gewählt. Damit gab es mit Clement und Ellington zwischen 1953 und 1971 nur zwei Gouverneure in Tennessee, die zusammen 18 Jahre lang regierten. Wegen der Verfassungsvorgabe bezüglich der Amtszeiten kandidierte Clement 1966 für den US-Senat. Nachdem er bei der Primary der Demokraten Amtsinhaber Ross Bass besiegt hatte, unterlag er bei der eigentlichen Wahl dem Republikaner Howard Baker.

## Lebensende und Tod
Clement schied im Januar 1967 aus dem Amt des Gouverneurs aus. Er praktizierte wieder als Rechtsanwalt. Am 4. November 1969 starb er im Alter von 49 Jahren bei einem Autounfall in Nashville. Frank Clement war mit Lucille Christianson verheiratet, mit der er drei Kinder hatte.